# Амальгамація

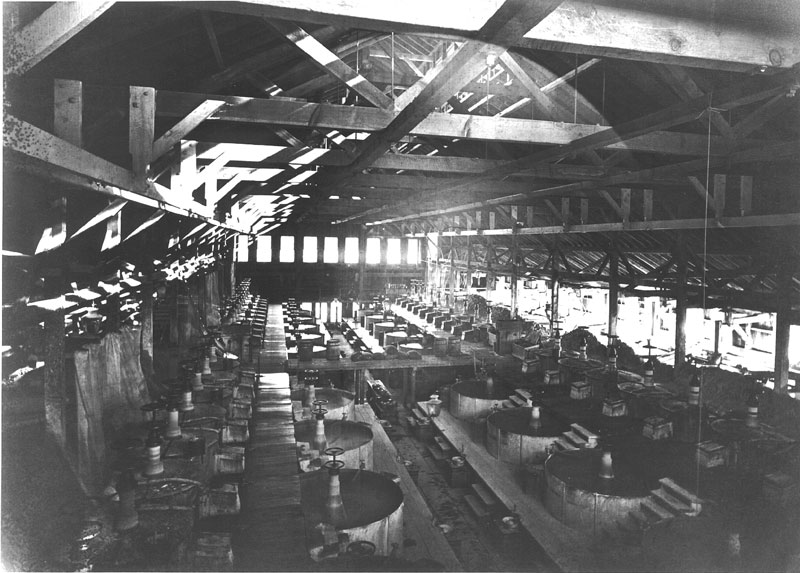
Amalgamation pans in a mill on the Comstock Lode, Virginia City, Nevada, 1900

Амальгама́ція (рос. амальгамация, англ. amalgamation; нім. Amalgamation f, Amalgamieren, Amalgamierung f, Quicken) —
1) Метод добування благородних металів із тонко подрібнених руд або пісків способом змочування металевих частинок ртуттю. Амальгамація відома понад 2000 років. Основний недолік амальгамації — складність забезпечення вимог техніки безпеки.
Амальгамація — це спосіб збагачення тонко подрібнених руд або пісків кольорових та благородних металів, оснований на вибірковому змочуванні металів ртуттю. При такому змочуванні метали утворюють сплави — амальґами, які відділяють від незмочених ртуттю часток пустої породи. Різновид амальгамації, при якому змочуваність покращують шляхом дії постійного струму, називають електроамальґамацією. Найбільшого поширення амальгамація набула при вилученні золота.

## Суть процесу
Амальгамація ґрунтується на властивості цих металів розчинятися у ртуті; при цьому благородні метали утворюють амальгами, які відділяються від пустої породи і піску. Від ртуті метали відділяються тоді, коли амальгама нагрівається.
У зв'язку з неповним добуванням благородних металів методом амальгамація в сучасній металургії її застосовують переважно як допоміжний процес при досконалих способах добування цих металів із руд і концентратів (див. Ціанування).
Розрізняють:
- Амальгамацію внутрішню — процес при якому вловлювання протікає при подрібненні в момент розкриття дорогоцінних металів;
- Амальгамацію зовнішню — вловлювання здійснюється амальґамованою поверхнею мідних листів закріплених на шлюзах і в амальгаматорах.

Наукові основи процесу амальгамації створено в результаті численних досліджень радянського вченого І. М. Плаксіна.
2) Покриття металу, скла амальґамою.
3) Одержання суміші різнорідних речей (див. амальгама).

## Цікаві факти
Процес амальгамації відомий здавна. Аль-Біруні пише: 
| „Коли руда золота дроблена й змелена, його (золото) відділяють промиванням від породи, а потім збирають за допомогою ртуті; після цього воно відтискається у клапті шкіри таким чином, що розчинене в ртуті золото виходить через пори шкіри, а потім ртуть видаляється випарюванням на вогні”. |